# Nesle-l'Hôpital
Nesle-l'Hôpital es una comuna francesa situada en el departamento de Somme, en la región de Alta Francia.

## Demografía
| 173 | 179 | 155 | 163 | 176 | 157 | 183 | 158 |
| Para los censos de 1962 a 1999 la población legal corresponde a la población sin duplicidades (Fuente: INSEE [Consultar]) |     |     |     |     |     |     |     |